# 魯霸一部
魯霸一部，又稱特鬧（Tenao）或特鬧魯鄂斯（Tenaolunges），是台灣卑南族南王部落傳說中的一位男性，雖然天生醜陋，但靠著其強健的體能和家裡的財產追求到意中人。

## 簡述
魯霸一部隸屬沙巴彥氏族（Sapayan），他的父親則來自巴沙拉阿特（Pasara'at）氏族中的庫保（Kupao）家族。他天生的長相就相當不美觀，不僅身材矮小、肚子大、身上還有皮膚病，是部落中有名的醜男，但他卻有強健的體能，不僅跑得很快、手也很靈巧，擅長做籬笆之類的手工藝。

## 傳說

### 追求
在魯霸一部可以結婚之後，他特別喜歡拉拉氏族（Ra'ra）的一位名叫芭希阿兒（Pasial）的女性，該女子又叫瑪希雅璐（Masiyaru），不僅是拉拉氏族年輕世代中的女性，也是第十一任頭目（Karasai）和妻子卜露（Purung）的女兒，雖然芭希阿兒非常不喜歡魯霸一部的外觀、並屢屢拒絕贈送禮物給自己的他，但在她母親和家族人員的默許下，魯霸一部還是糾纏著她不放。

### 考驗
有一次芭希阿兒出門（一說耕田一說探望親戚）的時候又遇到了魯霸一部，為了讓他對自己死心，芭希阿兒指著遠方一群鹿群中的一隻白鹿（一說帶有白斑），要他徒手抓到那隻白鹿才會讓他跟自己結婚，沒想到魯霸一部輕鬆就把他抓回來了，芭希阿兒雖然不開心，但也只能兌現自己的承諾。而當初抓到那隻白鹿的地方，聽說是位於今台東市卑南里永東磚窯廠附近。

### 財產
兩人結婚後，魯霸一部帶著部分沙巴彥氏族的土地和財產入贅了拉拉氏族，兩人很快生了一個兒子，而有一天他們帶著孩子去田裡工作時，把孩子放在田邊由一名沙巴彥氏族的人照顧，然而那個人卻把自己的腳趾放到他們的孩子嘴裡給他吸，讓魯霸一部很不高興，聲稱要把家族內的土地都奪過去，不久後沙巴彥氏族老一輩的世代紛紛去世，而魯霸一部便接管了大量的土地和獵場，和芭希阿兒一起把家族經營壯大，勢力甚至超出台東平原，抵達大武鄉一帶。

### 後代
魯霸一部和妻子最後生了六男一女，由於他們的功勞受到了族人的擁戴，他們的兒子拉利基爾（Lalingir）和烏德（Ongte）先後成為了第十四和第十五任頭目。